# Pro Choice
Pro Choice je deveti studijski album slovensko-hrvaške elektronske skupine Borghesia, ki je izšel leta 1995 pri založbi FV Music, naslednici FV založbe.

## Seznam pesmi
Vso glasbo in vsa besedila je napisal Aldo Ivančić, razen kjer je to navedeno.
| Št. | Naslov                           | Dolžina |
| --- | -------------------------------- | ------- |
| 1.  | „Out of Memory‟                  | 4:10    |
| 2.  | „Stolen Angel‟                   | 4:56    |
| 3.  | „Scream‟                         | 4:13    |
| 4.  | „Har-Can‟                        | 4:59    |
| 5.  | „Selam Sarajevo‟                 | 3:55    |
| 6.  | „Refugees‟                       | 4:30    |
| 7.  | „Dawn‟                           | 4:59    |
| 8.  | „Karawane‟ (besedilo: Hugo Ball) | 3:58    |
| 9.  | „The Sand Collectors‟            | 1:30    |
| 10. | „The River‟                      | 5:54    |
| 11. | „Zmeda‟                          | 4:31    |
| 12. | „No More Heroes‟                 | 4:39    |
| 13. | „Big Bang‟                       | 5:29    |
| 14. | „Bus Dub‟                        | 4:27    |
| 15. | „Moody‟                          | 4:10    |

## Zasedba
Borghesia
- Aldo Ivančić — snemanje, miksanje, producent

Dodatni glasbeniki
- Bogo Pečnikar — saksofon (1)
- "Mika" — vokal (1)
- Nikola Sekulović — bas kitara (2, 3, 4)
- Boris Romih — kitara (2, 4, 10)
- Zvone Kukec — kitara (2, 3)
- Ičo Vidmar — kitara (5)
- Lado Jakša — saksofon (2, 11, 12, 13)
- Primož Simončič — saksofon
- Ali En — turntable (6)
- Andrija Pušić — orgle (4), sintesajzer (6)
- Bratko Bibič — harmonika (5, 10), kitara (11)
- Alexander Brown — vokal (8)
- Edo Milavec — vokal (8)